# Seznam ryb Polska
Seznam ryb Polska zahrnuje ryby, paryby i mihule žijící volně na území dnešního Polska, a to původní i zavlečené. Jeho předmětem jsou druhy sladkovodní, brakické i ty, které se vyskytují v jižní části Baltského moře.
- Amur bílý (Ctenopharyngodon idella)
- Blatňák americký (Umbra pygmaea)
- Blatňák tmavý (Umbra krameri)
- Bolen dravý (Aspius aspius)
- Candát obecný (Sander lucioperca)
- Cejn perleťový (Abramis sapa)
- Cejn siný (Abramis ballerus)
- Cejn velký (Abramis brama)
- Cejnek malý (Blicca bjoerkna)
- Hlaváč černoústý (Neogobius melanostomus)
- Hlaváč černý (Gobius niger)
- Hlaváč malý (Pomatoschistus minutus)
- Hlaváč nahotemenný (Neogobius gymnotrachelus)
- Hlaváč říční (Neogobius fluviatilis)
- Hlaváčkovec amurský (Perccottus glenii)
- Hlavatka obecná (Hucho hucho)
- Hořavka duhová (Rhodeus sericeus)
- Hrouzek běloploutvý (Gobio albipinnatus)
- Hrouzek Kesslerův (Gobio kessleri)
- Hrouzek obecný (Gobio gobio)
- Hranáč šedý (Cyclopterus lumpus)
- Jehla mořská (Syngnathus typhle)
- Jehla uzoučká (Nerophis ophidion)
- Jehlice rohozobá (Belone belone)
- Jelec jesen (Leuciscus idus)
- Jelec proudník (Leuciscus leuciscus)
- Jelec tloušť (Leuciscus cephalus)
- Jeseter malý (Acipenser ruthenus)
- Jeseter ostrorypý (Acipenser oxyrinchus)
- Jeseter ruský (Acipenser gueldenstaedti)
- Jeseter sibiřský (Acipenser baeri)
- Ježdík obecný (Gymnocephalus cernuus)
- Kapr obecný (Cyprinus carpio)
- Kaprovec černý (Ictiobus niger)
- Karas obecný (Carassius carassius)
- Karas stříbřitý (Carassius auratus)
- Keříčkovec červenolemý (Clarias gariepinus)
- Koljuška devítiostná (Pungitius pungitius)
- Koljuška mořská (Spinachia spinachia)
- Koljuška tříostná (Gasterosteus aculeatus)
- Koruška mořská (Osmerus eperlanus)
- Lín obecný (Tinca tinca)
- Lipan bajkalský (Thymallus baicalensis)
- Lipan podhorní (Thymallus thymallus)
- Losos obecný (Salmo salar)
- Makrela obecná (Scomber scombrus)
- Mečitka (Pholis gunnellus)
- Mečoun obecný (Xiphias gladius)
- Mník jednovousý (Lota lota)
- Mník mořský (Molva molva)
- Morčák evropský (Dicentrarchus labrax)
- Mřenka mramorovaná (Barbatula barbatula)
- Okoun říční (Perca fluviatilis)
- Okounek pstruhový (Micropterus salmoides)
- Okounovec nilský (Oreochromis niloticus)
- Ostroretka stěhovavá (Chondrostoma nasus)
- Ostrucha křivočará (Pelecus cultratus)
- Ouklej obecná (Alburnus alburnus)
- Ouklejka pruhovaná (Alburnoides bipunctatus)
- Pakambala kosočtverečná (Scophthalmus rhombus)
- Pakambala velká (Psetta maxima)
- Parma obecná (Barbus barbus)
- Parmice pruhovaná (Mullus surmuletus)
- Parmička kruhošupinná (Barbus cyclolepis)
- Parmička peloponéská (Barbus peloponnesius)
- Perlín ostrobřichý (Scardinius erythrophthalmus)
- Piraňa plodožravá (Piaractus brachypomus)
- Piskoř pruhovaný (Misgurnus fossilis)
- Placka pomořanská (Alosa alosa)
- Placka skvrnitá (Alosa fallax)
- Platýs bradavičnatý (Platichthys flesus)
- Platýs limanda (Limanda limanda)
- Platýs velký (Pleuronectes platessa)
- Plotice obecná (Rutilus rutilus)
- Podoustev říční (Vimba vimba)
- Pstruh duhový (Oncorhynchus mykiss)
- Pstruh obecný (Salmo trutta)
- Pulec čtyřrohý (Myoxocephalus quadricornis)
- (Myoxocephalus scorpius)
- Pulec velkoostný (Taurulus bubalis)
- Sardel obecná (Engraulis encrasicholus)
- Sekavčík horský (Sabanejewia aurata)
- Sekavec písečný (Cobitis taenia)
- Sekavec podunajský (Cobitis elongatoides)
- Síh malý (Coregonus albula)
- Síh muksun (Coregonus muksun)
- Síh peleď (Coregonus peled)
- Síh maréna (Coregonus lavaretus maraena)
- Siven americký (Salvelinus fontinalis)
- Sleď obecný (Clupea harengus)
- Slimule živorodá (Zoarces viviparus)
- Slunečnice pestrá (Lepomis gibbosus)
- Slunka stříbřitá (Leucaspius delineatus)
- Střevle jezerní (Eupallasella perenurus)
- Střevle potoční (Phoxinus phoxinus)
- Střevlička východní (Pseudorasbora parva)
- Sumec velký (Silurus glanis)
- Sumeček americký (Ictalurus nebulosus)
- Šprot obecný (Sprattus sprattus)
- Štika obecná (Esox lucius)
- Štítník červený (Chelidonichthys lucernus)
- Štítník šedý (Eutrigla gurnardus)
- Tolstolobik bílý (Hypophthalmichthys molitrix)
- Tolstolobec pestrý (Aristichthys nobilis)
- Treska bezvousá (Merlangius merlangus)
- Treska jednosvrnná (Melanogrammus aeglefinus)
- Treska obecná (Gadus morhua)
- Treska tmavá (Pollachius virens)
- Tuňák obecný (Thunnus thynnus)
- Úhoř říční (Anguilla anguilla)
- Veslonos americký (Polyodon spathula)
- Vlkouš obecný (Anarhichas lupus)
- Vranka obecná (Cottus gobio)
- Vranka pruhoploutvá (Cottus poecilopus)